# Bocciolo

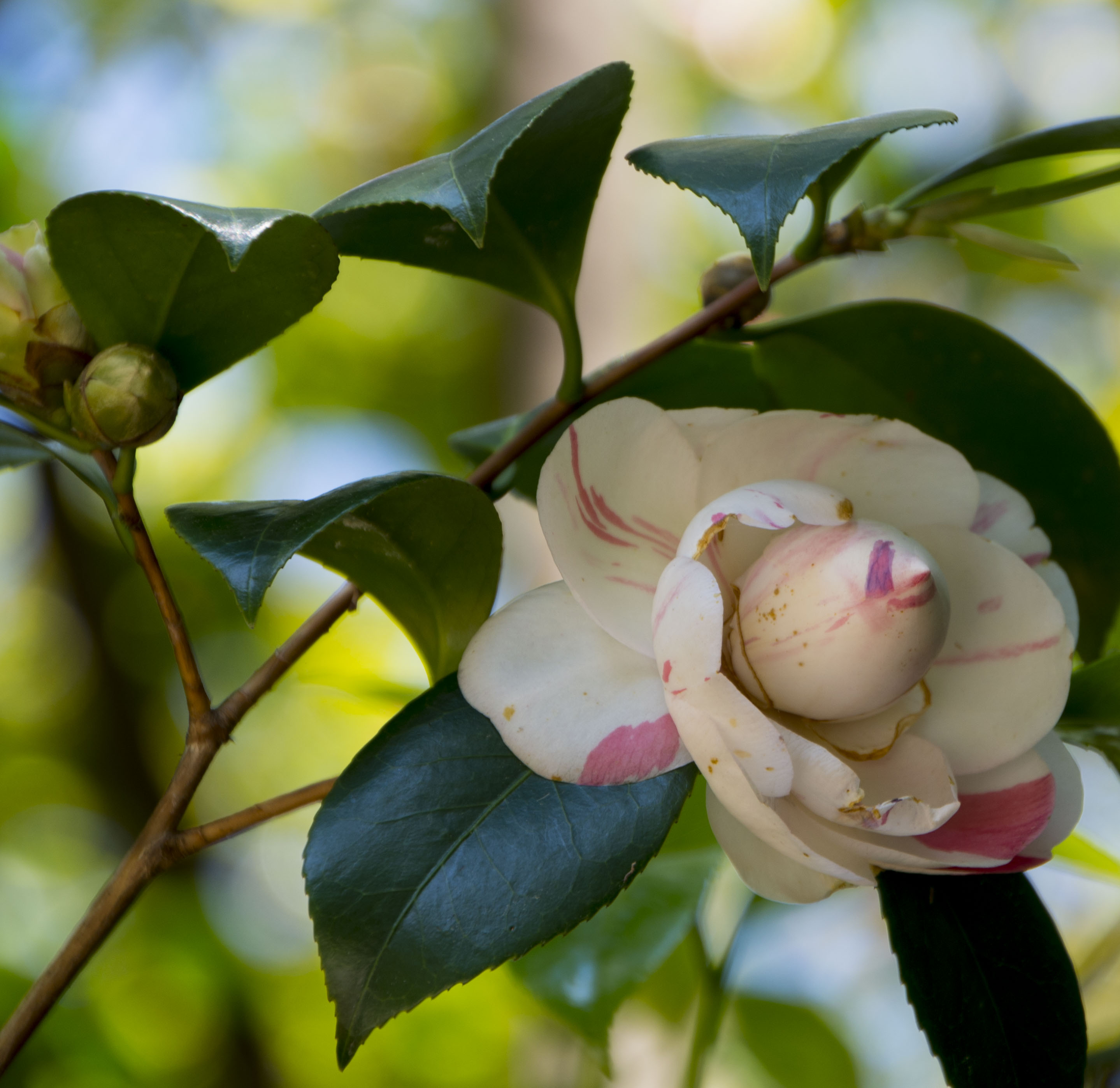
Bocciolo di camelia

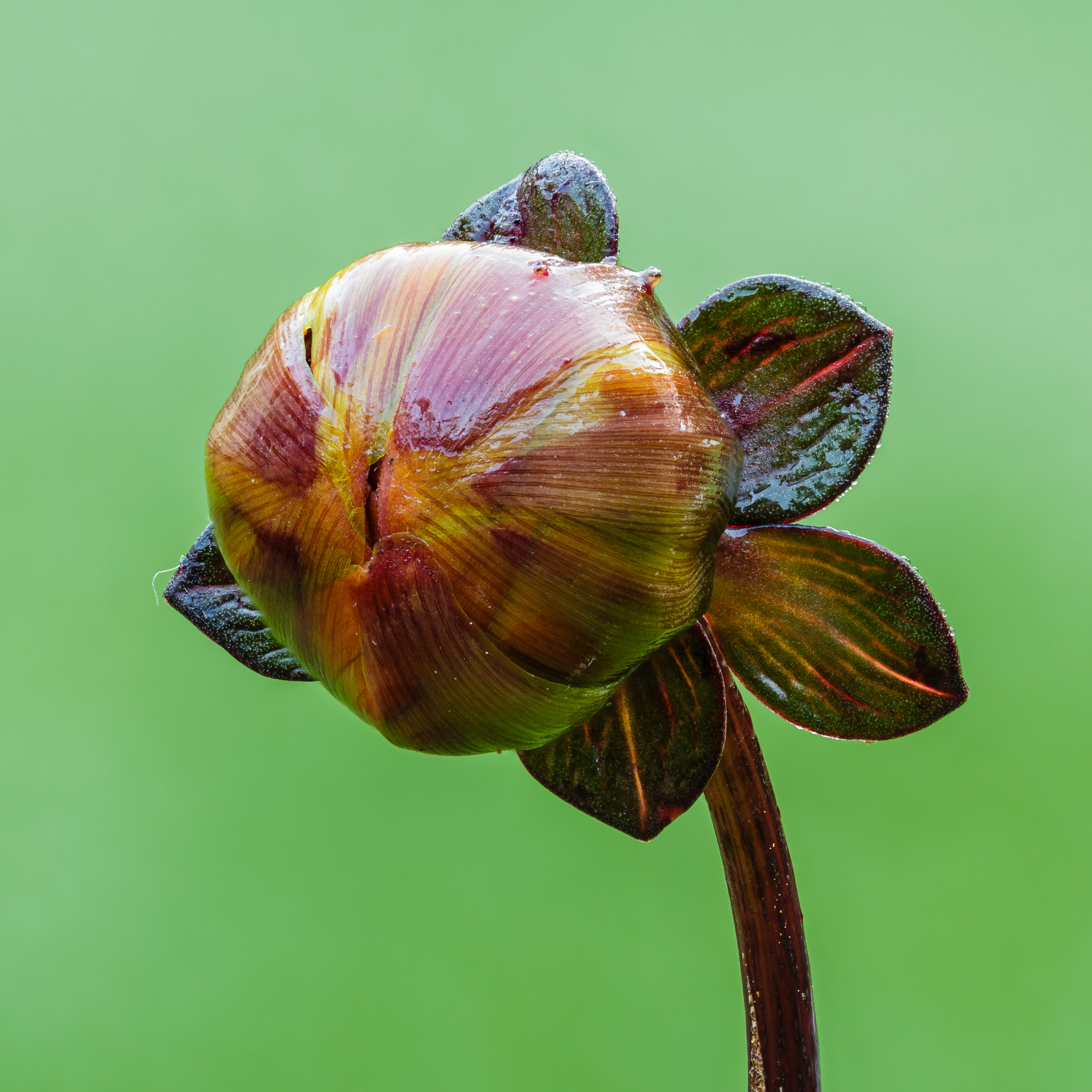
Bocciolo di Dahlia

Il bocciolo, detto anche bòccio o bottone fiorale, è il nome comune per designare la gemma nelle piante delle Angiosperme, ovvero il fiore prima dell'antesi, quando il perianzio deve ancora schiudersi.

## Descrizione
Nel bocciolo, gli organi fiorali sono completamente formati, ma ancora racchiusi dal perigonio o dal calice o, nel caso di alcune infiorescenze, come ad esempio il capolino, dalle brattee.
La durata di questa fase può variare, secondo la specie, da alcuni giorni a diverse settimane o ad alcuni mesi (ad esempio, l'olivo) e si evidenzia con un progressivo accrescimento dell'organo sia in lunghezza che in diametro. Il passaggio dalla fase di bocciolo alla piena antesi è graduale e si manifesta con il progressivo scollamento dei margini dei sepali (o dei tepali) e la fuoriuscita degli organi fiorali più interni, con una durata che va da poche ore ad alcuni giorni. Questa fase intermedia, in frutticoltura, è denominata, per alcune specie agrarie, scamiciatura: il fiore è ancora chiuso dalla corolla, ma questa emerge nettamente dal calice.
Nelle piante ad impollinazione cleistogama, l'impollinazione si svolge in gran parte nella fase di bocciolo, mentre durante l'antesi si svolge eventualmente la quota marginale di impollinazione incrociata.